# Wojciech Pogorzelski
Wojciech Łuczaj-Pogorzelski (ur. 25 lutego 1962 w Warszawie) – polski muzyk rockowy, kompozytor, współzałożyciel, lider i gitarzysta zespołu Oddział Zamknięty. Jedyny muzyk, który brał udział we wszystkich nagraniach zespołu i zagrał wszystkie jego koncerty.

## Życiorys

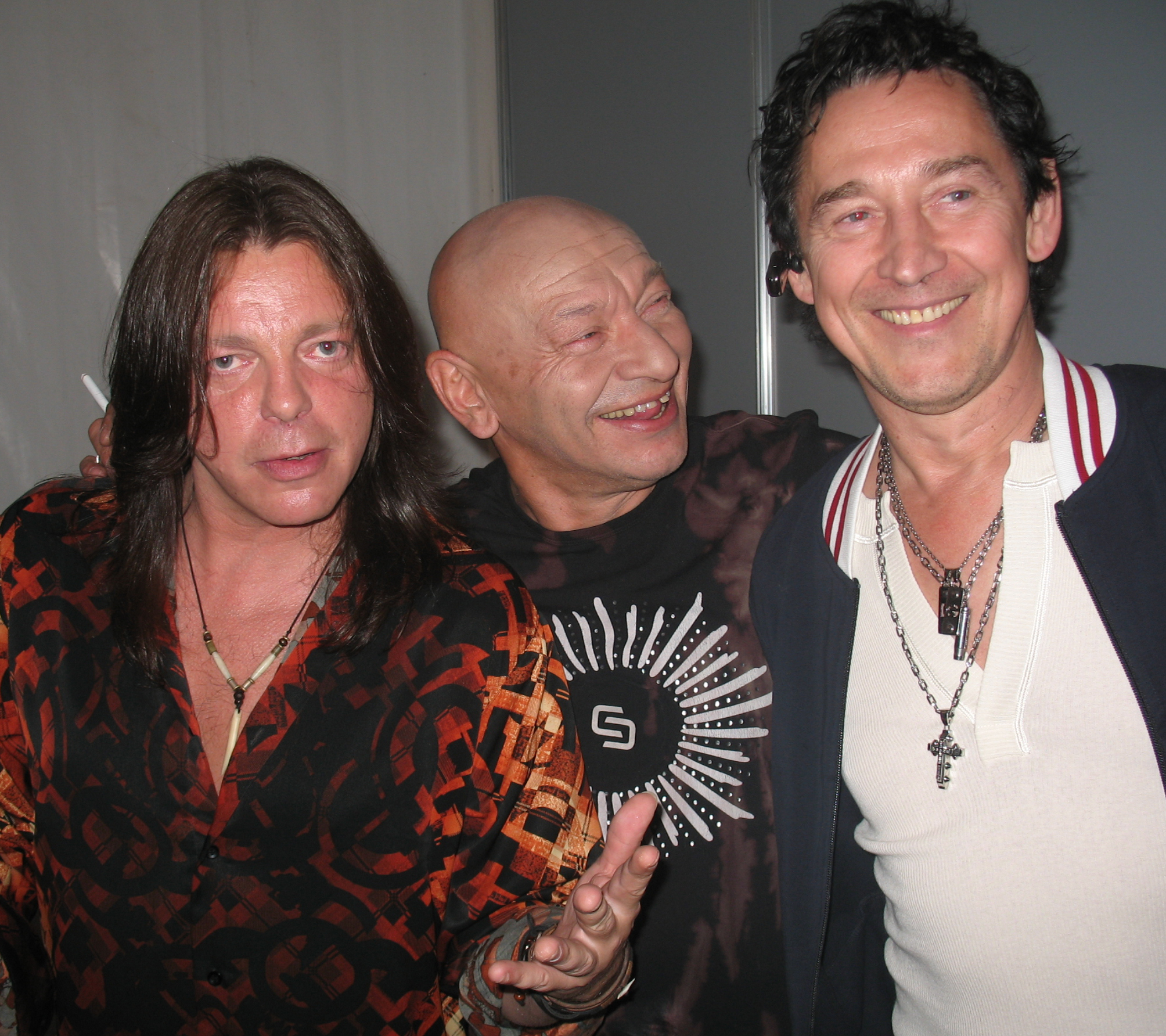
Od lewej: Wojciech Łuczaj-Pogorzelski, Dariusz Kozakiewicz, Jan Borysewicz

Urodził się w Warszawie, gdzie również się kształcił. W wieku 5–6 lat zafascynował się grą na gitarze, gdyż jego brat cioteczny – Bolek Karolczuk grał wówczas w małym kościółku w Górze Kalwarii podczas tzw. mszy beatowych. Na przełomie lat 60. oraz 70. XX wieku, będąc dzieckiem brał udział w nabożeństwach zostając w kościele po ich zakończeniu. Po mszy chłopcy regularnie grali utwory zespołów The Shadows i Deep Purple.
W wieku sześciu lat zamieszkał w Warszawie na stałe. W tym samym czasie wujek sprezentował mu pierwszy instrument – mandolinę.
Karierę muzyczną jako gitarzysta solowy rozpoczął w zespole Pająki, gdzie poznał basistę Pawła Mścisławskiego. Po rozpadzie kapeli, w 1979 roku wraz z Krzysztofem Jaryczewskim, Jarosławem Szlagowskim oraz Pawłem Mścisławskim założył zespół Oddział Zamknięty.
Na przełomie lat 1981/82 współpracował z takimi artystami jak Piotr Pastor Buldeski (jako Pastor Gang), Martyna Jakubowicz czy Tadeusz Nalepa.
W 1989 roku Pogorzelski zawiesił działalność Oddziału Zamkniętego na rzecz solowego projektu muzycznego pod szyldem A YA GORE. Rok później wyjechał do Mediolanu na zaproszenie EMI Music.
W ramach otwarcia warszawskiego klubu muzycznego Fugazi, w 1992 roku reaktywował Oddział Zamknięty. Pomimo licznych zmian personalnych jest jedynym członkiem grupy biorącym udział we wszystkich nagraniach oraz koncertach zespołu.
W następnych latach gościnnie występował lub nagrywał z zespołami - Mech, Chłopcy z Placu Broni, Cree, Excess, Jary Band, 4szmery. W 2013 wystąpił z Bruce’em Kulickiem (ex gitarzystą zespołu KISS).
W 2018 roku muzyk obchodził 40-lecie pracy artystycznej.

## Życie prywatne
Od 2006 jest w związku z Dobrosławą Zych-Henner – menedżeką i byłą uczestniczką programu reality show Bar.

## Dyskografia
Gościnnie
- 2005 – Mech – Mech
- 2011 – Chłopcy Z Placu Broni – Odnalezione Piosenki Bogdana Łyszkiewicza[7]
- 2012 – Mech – ZWO[8]
- 2012 – Jary Band – Trudno powiedzieć

## Filmografia
- 1984 – Miłość z listy przebojów[9]